# Canton de Nancy-Ouest
Le canton de Nancy-Ouest est une ancienne division administrative française qui était située dans le département de Meurthe-et-Moselle.

## Géographie

### De 1833 à 1973
Le canton était composé :
- d'Heillecourt
- d'Houdemont
- de Jarville
- de Ludres
- des quartiers ouest de Nancy

### De 1973 à 2015
Le canton est composé des quartiers suivants : (à compléter)

## Histoire
C'est un ancien canton du département de la Meurthe. Resté français conformément au traité de Francfort de 1871, il a été intégré au nouveau département de Meurthe-et-Moselle.

## Représentation

### Conseillers généraux de 1833 à 2015
| Période         | Période           | Identité                         | Étiquette      | Qualité |
| --------------- | ----------------- | -------------------------------- | -------------- | --- |
| 1833            | 1844 (décès)      | Nicolas Welche                   |                | Ancien député des Vosges (1816-1823) Ancien secrétaire de la Préfecture des Vosges Maire de Nancy (1834-1842)     |
| 1844            | 1848              | Edme Onésime Volland (1805-1882) | Républicain    | Avocat à Nancy, bâtonnier de 1856 à 1857 et de 1862 à 1863 Membre de l'Académie Stanislas                         |
| 1848            | 1852              | François Germain Favier-Gervais  |                | Banquier, commissionnaire de roulage à Nancy                                                                      |
| 1852            | 1871              | Edme Onésime Volland             | Républicain    | Avocat à Nancy |
| 1871            | 1883              | Yves-Jules Duvaux                | Républicain    | Ancien professeur à Nancy Député (1876-1889)                                                                      |
| 1883            | 1889              | Eugène Larcher                   | Républicain    | Avocat à Nancy |
| 1889            | 1889 (annulation) | Georges Boulanger                | Boulangiste    | Général |
| 1889            | 1906 (décès)      | Edouard-Henri Henrion            | Républicain    | Docteur en médecine à Nancy Député de Meurthe-et-Moselle (1893-1898) Conseiller municipal de Nancy (1875-1893)    |
| 1906            | 1907              | Henri Aimé                       | Rad.           | Docteur en médecine                                                                                               |
| 1907            | 1909 (décès)      | Ernest Ruttinger                 | Nationaliste   | Adjoint au Maire de Nancy                                                                                         |
| 1909            | 1915 (décès)      | Comte Auguste Fery de Ludre      | Act.lib.       | Propriétaire, agriculteur Député (1902-1915)                                                                      |
| 1915            | 1919              | siège vacant                     |                | |
| 1919            | 1925              | Maurice Didion                   | RG             | Avocat à la Cour d'appel de Nancy                                                                                 |
| 1925            | 1931              | Édouard de Warren                | RG-URD         | Agriculteur Député (1919-1932)                                                                                    |
| 1931            | 1937              | Charles Marchal                  | RG             | Propriétaire Adjoint au Maire de Nancy                                                                            |
| 1937            | 1940              | René Galas (1890-1963)           | URD            | Employé de commerce à Nancy, conseiller d'arrondissement Nommé conseiller départemental en 1943                   |
|                 |                   |                                  |                | |
| 1945            | 1960 (décès)      | Robert Kalis                     | DVD            | Avocat - Député (1945)                                                                                            |
| 12 février 1961 | 1970              | Jean Breitenreicher              | UNR puis UDR   | Représentant de commerce Conseiller municipal de Nancy Suppléant du Député William Jacson                         |
| 1970            | 1982              | Claude Coulais                   | RI puis UDF-PR | Directeur de société Député (1973-1981) Maire de Nancy (1977-1983)                                                |
| 1982            | 1998 (démission)  | Claude Gaillard                  | UDF            | Ingénieur Député de 1988 à 2007                                                                                   |
| 1998            | 2011              | Jean-François Husson             | UMP puis DVD   | Agent d'assurance Conseiller municipal de Nancy Sénateur depuis 2011                                              |
| 2011            | 2015              | Sophie Mayeux                    | DVD            | Dirigeante de société Adjointe au maire de Nancy Conseillère communautaire Elue en 2015 dans le Canton de Nancy-1 |

### Conseillers d'arrondissement (de 1833 à 1940)
| Période                                  | Période      | Identité                        | Étiquette            | Qualité |
| ---------------------------------------- | ------------ | ------------------------------- | -------------------- | --- |
| 1833                                     | 1839         | Louis Victor Chenut (1786-1868) |                      | Négociant, adjoint au maire de Nancy                                                                        |
| 1839                                     | 1842         | Étienne Poirel (1791-1870)      |                      | Avoué à Nancy, lieutenant-colonel de la Garde Nationale                                                     |
| 1842                                     | 1843 (décès) | Nicolas André Tardieu           | Modéré               | Avocat, ancien maire de Nancy (1830-1831), ancien député de la Meurthe (1831-1834)                          |
|                                          |              |                                 |                      | |
| 1886                                     | 1906 (décès) | Charles Louis (1829-1906)       |                      | Cultivateur, maire de Tomblaine, Président du Conseil d'arrondissement                                      |
| 16 déc. 1906                             | 1910         | Michel Louis                    |                      | Maire de Tomblaine                                                                                          |
| 1910                                     | 1919         | Charles Berlet (1878-1941)      | Progressiste libéral | Avocat à la Cour, maire de Réméréville                                                                      |
| 1919                                     | 1922         | Jules-Charles Poussardin        | Socialiste           | Cafetier, adjoint au maire de Pont-Saint-Vincent                                                            |
| 1922                                     | 1925 (décès) | Pierre Dussaux                  | Libéral              | Avocat à la Cour d'Appel de Nancy                                                                           |
| 10 janvier 1926                          | 1927 (décès) | Paul Mangin                     |                      | Contremaitre aux usines de Neuves-Maisons                                                                   |
| 1928                                     | 1937         | Robert Galas                    | URD                  | Employé de commerce à Nancy                                                                                 |
| 1937                                     | 1940         | Louis Bacus (1890-1967)         | Républicain national | Directeur commercial, Nancy                                                                                 |
| 1940                                     |              |                                 |                      | Les conseils d'arrondissement ont été suspendus par la loi du 12 octobre 1940 et n'ont jamais été réactivés |
| Les données manquantes sont à compléter. |              |                                 |                      | |

## Composition
Le canton de Nancy-Ouest se compose d’une fraction de la commune de Nancy. Il compte 30 637 habitants (population municipale) au 1er janvier 2012.
| Nom               | Code Insee | Intercommunalité         | Population (dernière pop. légale)                |
| ----------------- | ---------- | ------------------------ | ------------------------------------------------ |
| Nancy (chef-lieu) | 54395      | Métropole du Grand Nancy | Fraction : 30 637(2012) Commune : 104 321 (2014) |

## Démographie
| 1962 | 1968 | 1975 | 1982 | 1990 | 1999 | 2009   |
| ---- | ---- | ---- | ---- | ---- | ---- | ------ |
| -    | -    | -    | -    | -    | -    | 31 618 |